# II bitwa o Marsa al-Burajka
II bitwa o Marsa al-Burajka (Bregę) – zbrojne starcie stoczone w dniach 13–15 marca 2011 między libijską armią rządową wspieraną przez zagranicznych najemników a demonstrantami i zbuntowanymi żołnierzami podczas libijskiej wojny domowej na froncie wschodnim, dziesięć dni po pierwszej bitwie o miasto.

## Tło
Marsa al-Burajka znajdowała się pod kontrolą rebeliantów niemal od początku powstania. 2 marca miasto zostało zaatakowane przez siły rządowe. Po trwającej dwa dni bitwie siły rządowe odstąpiły od Bregi.
6 marca siły Muammara Kaddafiego rozpoczęły kontrofensywę przeciw demonstrantom. Po siedmiu dniach ponownie zbliżyły się do miasta.

## Bitwa

### Przebieg
13 marca rankiem siły rządowe znajdowały się 30 km od miasta Marsa al-Burajka. Wówczas lotnictwo dokonało gwałtownych bombardowań w mieście. Po drodze do Marsa al-Buraja, wojska rządowe zajęły miejscowości Ukajla i Biszir. W południe państwowa telewizja poinformowała o odbiciu miasta z rąk powstańców. Informację tę potwierdziły światowe agencje, donoszące o uciekających z miasta w kierunku Adżdabiji bojownikach. Tym samym Marsa al-Burajka została odbita przez siły rządowe, które prowadziły kontrofensywę w kierunku głównych miast Cyrenajki.
14 marca o godz. 8:30 rebelianci podjęli kontratak na miasto, nad którym utracili kontrolę dzień wcześniej. Według rebeliantów na których powoływała się Al Jazeera zginęło 25 żołnierzy z elitarnej Brygady Chamis, a 20 zostało pojmanych. Rebelianci poinformowali, że do wieczora przejęli dzielnicę mieszkalną i przemysłową miasta.
15 marca Al Dżazira potwierdziła, iż rebelianci przejęli dzień wcześniej kontrolę nad miastem. W związku z tym Kadafi wysłał na front do Marsa al-Burajka oddziały dowodzone przez synów Sadiego i Chamisa. Po południu sami rebelianci przyznali, że ponownie utracili kontrolę nad Marsą al-Burajka w wyniku eskalacji walk, jednakże planują kontrofensywę, lecz nie zostało ono wyprowadzone, a siły rządowe kontynuowały natarcie w kierunku Adżadabiji dokąd wycofały się siły powstańcze.